# Eugen Werkowitsch

Eugen Werkowitsch

Eugen Werkowitsch (* 2. Februar 1872 in Kleinmünchen bei Linz; † 31. Dezember 1945 in Salzburg) war ein österreichischer Politiker (NSDAP).

## Leben und Wirken
Nach dem Besuch der Volksschule und des Untergymnasiums in Feldkirch sowie des Obergymnasiums in Linz, das er mit der Maturareife verließ, gehörte Werkowitsch von 1891 bis 1892 dem Feldkanonenregiment Nr. 40 in Linz an. 1893 wurde er zum Leutnant der Reserve ernannt. Nach einjähriger Probedienstleistung und Ablegung der Aktivierungsprüfung an der Artilleriekadettenschule in Wien wurde er mit Wirkung vom 1. Januar 1894 zum aktiven Leutnant beim Feldkanonenregiment Nr. 40 in Linz ernannt. Am 1. Mai 1897 folgte die Beförderung zum Oberleutnant in demselben Regiment. In der Zeit von Oktober 1898 bis August 1900 war Werkowitsch Frequentant des Militär-Reitlehrerinstitutes. 1901 wurde er an der Korpsoffizierschule in Innsbruck ausgebildet. 1903 folgte seine Versetzung zum Feldkanonenregiment Nr. 34 in Kronstadt in Siebenbürgen. Am 1. Januar 1906 wurde er „superarbiriert“, d. h. ausgemustert, und wegen einer schweren Verletzung, die er sich beim Sturz mit einer Remonte zugezogen hatte, in den Ruhestand versetzt.
In den Jahren 1906 bis 1908 studierte Werkowitsch Rechtswissenschaften an der Universität Wien. Anschließend arbeitete er bis zum 1. Januar 1933 als Beamter und Abteilungsleiter bei verschiedenen Versicherungsgesellschaften.
Ab August 1914 nahm Werkowitsch am Ersten Weltkrieg teil. Er wurde zunächst dem Festungsartillerie-Regiment 6 zugeteilt. Später wurde er Führer der schweren Haubitzbatterie 18 an der serbischen Front (Schabatz, Belgrad, Mostine). Im Mai 1915 wechselte er mit seiner Batterie zum italienischen Kriegsschauplatz (Brückenkopf Görz). 1916 wurde er zum Reserve-Feldkanonenregiment 58 in Görz versetzt und zum Abteilungschef ernannt. Werkwowitsch nahm an allen zwölf Isonzoschlachten teil. Nach der zwölften Schlacht rückte er bei der Verfolgung der Italiener bis an die Piave vor. Dort nahm er Stellung auf der Insel Papadoppoli. Von August 1918 bis zum Kriegsende war er im Piavedelta tätig. Im November 1918 legte er sein Kommando nieder und kehrte in seinen Zivilberuf zurück.
Im Februar 1923 trat Werkowitsch in die DNSAP in Linz ein, am 5. Januar 1927 schloss er sich der NSDAP an (Mitgliedsnummer 51.695). Von 1928 bis Ende 1929 war er Gauleiter von Wien. 1930 wurde er Führer der SA in Wien, die anfangs als Standarte, später als Untergruppe organisiert war. Im Oktober 1932 wurde Werkowitsch in den Stab der Gruppe Österreich versetzt. Während des Verbots der NSDAP in Österreich war Werkowitsch in verschiedenen Bereichen illegal tätig, so ab dem Frühjahr 1935 als Führer der SA in Österreich.
Vom 12. Juni bis 1. Dezember 1934 war Werkowitsch im Anhaltelager Wöllersdorf interniert. Vom 20. August 1935 bis zum 23. Juli 1936 befand er sich wegen Verdachtes auf Hochverrat in Untersuchungshaft beim Landgericht 1 in Wien. Nach seiner Freilassung anlässlich der Juliamnestie des Jahres 1936 wurde er Mitarbeiter der Landesleitung. 1937 wurde Werkowitsch als Vorsitzendenstellvertreter des Obersten Parteigerichts Österreich.
Von April 1938 bis zum Ende der NS-Herrschaft im Frühjahr 1945 saß Werkowitsch als Abgeordneter für das Land Österreich im nationalsozialistischen Reichstag. In der SA wurde er noch bis zum SA-Gruppenführer befördert.